# Skage
Skage (eller Hunn) är en tätort och kyrkby i Overhalla kommun i Trøndelag fylke i mellersta Norge. Orten ligger vid fylkesväg 17 och älven Namsen. Den numera nedlagda Namsosbanan passerar även orten. Här finns Skage kyrka.